# ميت حي (أغنية غيمس)
ميت حي (بالفرنسية: Zombie)‏ وهي إصدار منفرد لمغني الراب الكونغولي غيمس، تم إصدارها في ديسمبر 2013 وهي إصدار منفرد لألبومه الأول سابليمينال.

## التصنيف والشهادات

### التصنيف الأسبوعي
| التصنيف                                                     | أفضل مرتبة |
| ----------------------------------------------------------- | ---------- |
| تصنيف الألبومات البلجيكية (أولتراتوب فلاندرز)               | 39         |
| تصنيف الألبومات البلجيكية (أولتراتوب فلاندرز)               | 20         |
| تصنيف الألبومات البلجيكية (أولتراتوب فلاندرز)               | 11         |
| تصنيف الألبومات البلجيكية (أولتراتوب والونيا)               | 10         |
| تصنيف الألبومات الفرنسية (الاتحاد الوطني للنشر الفونوغرافي) | 3          |
| تصنيف الألبومات الفرنسية (الاتحاد الوطني للنشر الفونوغرافي) | 2          |
| تصنيف الألبومات الفرنسية (الاتحاد الوطني للنشر الفونوغرافي) | 3          |
| تصنيف الألبومات الهولندية (أفضل 100 ألبوم)                  | 54         |
| تصنيف الألبومات السويسرية (هيت باراد سويسرا)                | 62         |
| تصنيف الألبومات السويسرية (هيت باراد سويسرا)                | 19         |

### الشهادات
| الدولة | المنظمة                          | أفضل مرتبة |
| ------ | -------------------------------- | ---------- |
| فرنسا  | الاتحاد الوطني للنشر الفونوغرافي |            |
| بلجيكا | أولتراتوب                        |            |